# Andres Narvasa
Andres P. Narvasa (Manilla, 30 november 1928 – aldaar, 31 oktober 2013) was een Filipijnse rechter. Van 1 december 1991 tot 30 november 1998 was hij opperrechter van het Filipijnse hooggerechtshof. 

## Biografie
Andres Narvasa werd geboren op 30 november 1928 in de Filipijnse hoofdstad Manilla. Zijn ouders waren Gregorio Narvasa en Esperanza de la Rosa. Na het voltooien van zijn lagere school aan het Colegio de San Juan de Letran in 1938 en de middelbare school aan Arellano High School in 1945 studeerde hij rechten aan de University of the Philippines. In 1951 behaalde hij daar magna cum laude zijn bachelor-diploma rechten. Hetzelfde jaar slaagde hij bovendien met de op een na beste score voor het toelatingsexamen voor de Filipijnse balie. 
Na zijn afstuderen werkte hij als advocaat en had hij een eigen advocatenkantoor genaamd Andres R. Narvasa & Associates. Ook doceerde hij rechten en was hij in 1959 examinator voor de Filipijnse balie. Daarnaast was hij voorzitter van de raad van bestuur van de Infanta Mineral & Industrial Corporation en directeur van Time Realty Corporation en van de Philippine Motor Association. Van 1967 tot 1973 was hij decaan van de faculteit civiel recht van de University of Santo Tomas. In 1985 was Narvasa adviseur voor de commissie die onder leiding van Corazon Agrava onderzoek deed naar de moord op Benigno Aquino jr.
Op 11 april 1986 werd Narvasa door president Corazon Aquino benoemd tot rechter van het Hooggerechtshof van de Filipijnen. In 1991 volgde een benoeming tot 19de opperrechter van het hoogste Filipijnse rechtscollege. Op zijn verjaardag in 1998 werd Narvasa wegens het bereiken van de voor zijn functie verplichte pensioenleeftijd van 70 opgevolgd door Hilario Davide Jr.. Na zijn pensionering als rechter werd hij door president Joseph Estrada benoemd tot voorzitter van de Preparatory Commission for Constitutional Reform. In november 2000 maakte hij onderdeel uit van de verdediging van Estrada tijdens diens afzettingsrechtszaak.
Narvasa overleed in 2013 op 84-jarige leeftijd aan de gevolgen van een longontsteking. Hij was getrouwd met Janina Yuseco en kreeg met haar vier zonen en twee dochters.